# 김용룡
김용룡(?~)은 조선민주주의인민공화국의 정치인이다. 1993년부터 1998년까지 국가안전보위부장으로서 수행했다.
1998년에 김용룡은 김정일 체제에 대한 비판과 국내 개혁을 요구하다가 국가안전보위부에서 해고 당했다.